# Funaria mayottensis
Funaria mayottensis är en bladmossart som beskrevs av Brotherus 1904. Funaria mayottensis ingår i släktet spåmossor, och familjen Funariaceae. Inga underarter finns listade i Catalogue of Life.